# Carlo Crespi Croci
Carlo Crespi Croci (Legnano, 29 de maio de 1891 – Cuenca, 30 de abril de 1982) foi um religioso italiano, da Sociedade Salesiana de São João Bosco.

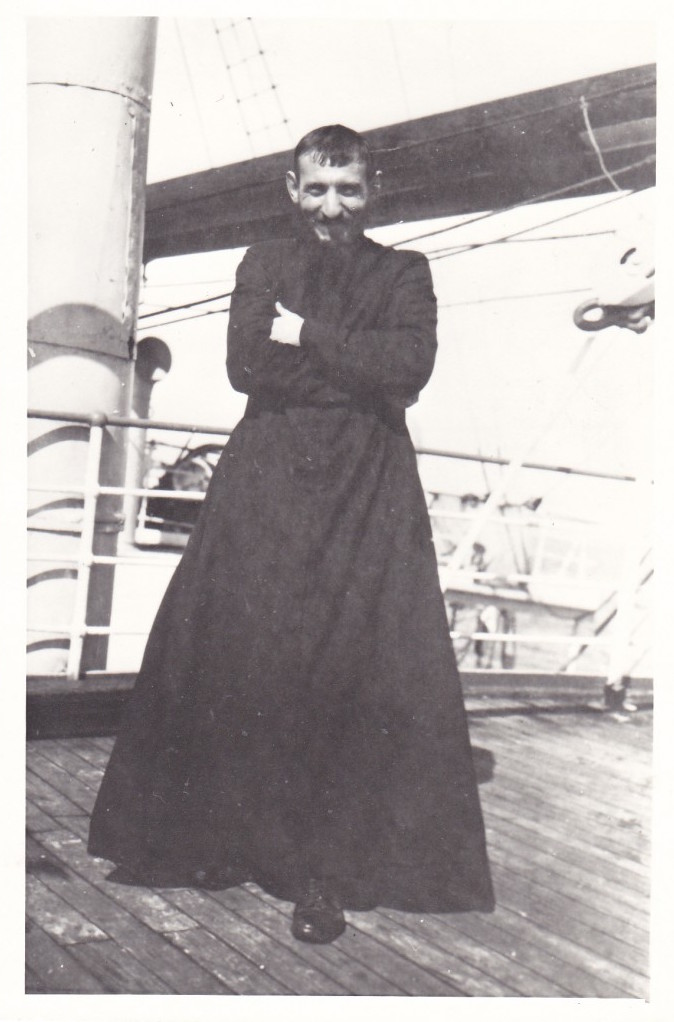
Carlo Crespi no vaporetto "Venezuela" em 1926

Carlo Crespi foi o 3º de 13 filhos, de Daniele Crespi, camponês, e sua esposa Luisa Croci. Em 1907 iniciou o noviciado em Foglizzo e entre 1909 e 1911 estudou filosofia em Valsalice, onde conheceu e foi colega de classe e sacerdote Renato Ziggiotti, futuro sucessor de Dom Bosco. No domingo, 28 de janeiro de 1917, foi ordenado sacerdote.
Em 1921, Carlo formou-se em ciências naturais com especialização em botânica na Universidade de Pádua, defendendo uma tese intitulada Contribuição ao conhecimento da fauna de água doce da área de Este e localidades vizinhas. Pântanos, canais, fossos, nascentes do Euganei, dos lagos de Arquà e Venda . Após três meses formou-se em piano e composição no Conservatório Cesare Pollini da mesma cidade.
Viveu sessenta anos como missionário no Equador, também com os indígenas Jívaros da Amazônia equatoriana. Além do trabalho religioso, dedicou-se à educação, ao cinema, à antropologia e à arqueologia. Ele foi um dos primeiros pesquisadores da Cueva de los Tyos. O padre foi um dos precursores do cinema equatoriano, com seu documentário Los invincibles shuaras del Alto Amazonas (1926). As imagens foram recuperadas e armazenadas anos depois das filmagens.
Durante a vida de missionário, recolheu um número considerável de achados arqueológicos, com que queria formar um museu. Após alguns roubos, em 1978, com o consentimento do padre Crespi, foi considerado apropriado que as obras de certo valor fossem compradas para cobrança do Banco Central do Equador. Foram inventariados e vendidos mais de cinco mil objetos, dos quais foi reconhecido o carácter e valor arqueológico, bem como um número menor de outros, de cariz pictórico, escultórico e etnográfico. Outra parte deles eram artefatos OOPArt que alguns supunham ser anteriores ao período do dilúvio universal, em torno dos quais o interesse e o debate já haviam se desenvolvido desde a década anterior. Carlo Crespi sempre declarava a todos que o entrevistavam que todos os elementos do seu museu lhe foram doados, ao longo dos anos, pelos indígenas Suhar, que por sua vez os recolheram na Cueva de los Tayos.
Realizou seu trabalho principalmente em Cuenca, onde fundou várias escolas e institutos, elementares, técnicos e universitários, além de refeitórios e laboratórios às crianças mais pobres. Em 1940 fundou a Faculdade de Educação, da qual foi o 1º reitor. Foi proclamado "o cidadão mais ilustre de Cuenca no século XX", onde a sua memória permanece no nome de várias instituições, na rua que leva o seu nome e na praça, na qual foi erguido um monumento representando-o com uma criança.

## Causa de beatificação
Em 24 de março de 2006, foi aberta em Cuenca a causa de sua beatificação pela Igreja Católica.

## Obras
- Carlo Crespi (1926). Los Invencibles Shuaras del Alto Amazonas (Documentario). Cinemateca Nacional del Ecuador, UNESCO

## Honras
- Medalha de Mérito de Ouro (República do Equador).[11]
- Medalha de Mérito Educacional de Ouro (República do Equador) [11]